# Mikasuki
Mikasuki, tudi Miccosukee ali uradno Pleme Indijancev Miccosukee na Floridi (angleško Miccosukee Tribe of Indians of Florida, so eno od treh plemen ameriških staroselcev, ki jih je zvezna vlada ZDA priznala (zvezno priznana plemena angleško federally recognized tribes) in živijo na Floridi.

## Jezik in kultura
Mikasukiji govorijo jezik, ki je tesno povezan s Hitchiti jezikom, zato sta oba dialekta združena v Hitchiti-Mikasuki jezik. Ta spada v vzhodno podskupino velike muskogejske jezikovne družine in ga še danes govori vsaj 500 ljudi na Floridi. Mikasukiji so nekoč pripadali konfederaciji Creek (Muskogee) in so se preselili iz današnje Alabame preko Georgije v severno Florido. Tam so blizu današnjega Tallahasseeja zgradili svoje mesto, ki je bilo zgrajeno takole: 
"V središču je bil pravokoten trg, obdan s treh strani z zemeljskimi nasipi. Na sredini trga je bil do 13 metrov visok kol, ki je služil kot tarča pri različnih igrah in na katerega vrhu je bila pritrjena živalska lobanja. Zunaj trga so bile pravokotne, pogosto nekoliko poglobljene bivalne hiše. Te so bile sestavljene iz v zemljo zabitih kolov, ki so bili povezani s pletenjem iz vej. Končno so bile stene znotraj in zunaj premazane z glino in so imele v notranjosti tudi oblogo iz preprog. Celotna konstrukcija je imela dvokapno streho, vhod pa je bil na koncu ene od daljših stranic. Družine so imele vrtove, kjer so gojile koruzo in buče. Poleg tega so bila skupna polja z običajnimi poljščinami, kot so koruza, fižol in tobak."

## Zgodovina
Mikasukiji so v zgodovinskih časih kot del Chiaha naseljevali dolino zgornje reke Tennessee reke v današnji zvezni državi Georgija. Kasneje so se ločili od Chiaha in se preselili v severovzhodno smer v Severno Karolino. Pod stalnim pritiskom evropskih priseljencev so se v 18. in 19. stoletju preselili v severno Florido. Tam so skupaj s pripadniki Creek, skupinami manjših avtohtonih ljudstev in pobeglimi črnimi sužnji oblikovali pleme Seminoli. V tem času se je začela etnogeneza Seminolov, pri čemer so Mikasukiji predstavljali večino pripadnikov.
V začetku 19. stoletja so se zgodili prvi napadi Američanov, ki so od Seminolov zahtevali nazaj pobegle sužnje, vendar brez uspeha. Leta 1819 so Združene države Amerike od Španije kupile Florido za pet milijonov dolarjev pod grožnjo vojne. General Andrew Jackson je leta 1818 vodil maščevalno akcijo proti uporniškim Creekom, požgal 300 hiš Mikasukijev, uničil njihove zaloge hrane in pregnal preživele. Leta 1829 je Andrew Jackson, medtem že narodni junak, postal 7. predsednik Združenih držav Amerike. Odredil je prisilno preselitev Seminolov z njimi povezanimi Mikasukiji na indijansko ozemlje in s tem sprožil drugo seminolsko vojno (1835–1842),ki so ZDA stale 30 milijonov dolarjev in več kot 2.000 padlih vojakov. Število ubitih Seminolov in Mikasukijev ni znano. 4.420 pripadnikov plemena je bilo deportiranih v Oklahomo; ostali so pobegnili in se skrivali v nedostopnih Evergladesih in močvirju Big Cypress.
Leta 1845 je vojska podpisala pogodbo, ki je Florido razdelila vzdolž reke Peace. Vsa zemlja južno od reke zunaj obalnih območij naj bi pripadala Indijancem. Vendar je bila pogodba nenehno kršena in Indijanci so bili prevarani, ugrabljeni ali na druge načine preseljeni v Oklahomo. Le približno 200 domorodcev je ostalo nemotenih v Evergladesih. Približno dve tretjini teh Seminolov je pripadalo Mikasukijem; ostali so govorili drug jezik.
Ko se je leta 1863 začela ameriška državljanska vojna in se je splošno zanimanje preusmerilo na ta konflikt, so zadnji Indijanci na Floridi uživali skoraj 50 let miru. Zdaj so imeli nemoten dostop do močvirja Big Cypress. V dvajsetih letih prejšnjega stoletja je inženirski korpus ameriške vojske zgradil kanale do Atlantika in Mehiškega zaliva, da bi delno izsušil močvirja v notranjosti Floride. Zanimanje za lastništvo zemlje v regiji se je povečalo in tamkajšnji Indijanci so bili ponovno preganjani. Medtem je ameriška vlada tam ustanovila majhen indijanski rezervat Big Cypress, ki sta mu kasneje sledila še dva. Vendar so se nezaupljivi prebivalci z indijanskimi koreninami le neradi odzvali. Okoli leta 1940 je bilo še vedno nekaj takih, ki so raje imeli težko življenje v močvirjih kot življenje v rezervatih.
Seminoli na Floridi so še danes ponosni, da jih ameriška vojska uradno nikoli ni premagala. Iz tega so kasneje izpeljali svoje pravice kot suverena nacija. Po napredovanju belcev in povečani poselitvi obalnih območij južne Floride se je pritisk na Seminole vse bolj povečeval. Nastali sta dve skupini, iz katerih sta se oblikovala pleme Seminole na Floridi in pleme Miccosukee na Floridi.
Pod vlado predsednika Lyndona B. Johnsona so Seminoli zahtevali 40 milijonov dolarjev odškodnine za razlaščeno zemljo. Leta 1976 je vlada v Washingtonu plačala odškodnino v višini 16 milijonov dolarjev za krajo zemlje. Od tega denarja naj bi vsak član plemena, tudi tisti, ki živijo v Oklahomi, dobil svoj delež.

## Trenutna situacija
Leta 1957 je država Florida priznala Mikasukije kot pleme Miccosukee Indijancev na Floridi, leta 1958 pa so prejeli uradno priznanje s strani zvezne vlade ZDA. Leta 1959 so predstavniki plemena kmalu po kubanski revoluciji obiskali vodjo države Fidela Castra. Priznala jih je revolucionarna vlada Fidela Castra, kar je pritegnilo pozornost zvezne vlade ZDA. Pripadniki plemena Mikasuki imajo na primer potne liste, ki jih je mednarodno prva priznala Kuba. Zastava Mikasukijev je podobna zastavi Seminolov in je sestavljena iz štirih vodoravnih pasov v barvah bela-črna-rdeča-rumena. Večina potomcev Seminolov danes pripada narodu Seminole v Oklahomi.
Pleme upravlja luksuzni hotelski kazino in golf klub v Miamiju ter vzdržuje lastno policijo. Miccosukee Indian Village je bila ustanovljena leta 1983 in prikazuje številna umetniška dela, kot so slike, ročna dela in patchwork žensk, kostumske lutke iz palmovih vlaken in stare fotografije. Poleg tega so prikazani uporabni predmeti iz življenja v močvirjih. Muzej se nahaja na [.S. Highway 41-Tamiami Trail  v Miamiju, Florida.

## Spletne povezave
- Homepage des Miccosukee Tribe of Indians of Florida
- Homepage des Seminole Tribe of Florida
- Homepage der Seminole Nation of Oklahoma